# Peplonia asteria
Peplonia asteria là một loài thực vật có hoa trong họ La bố ma. Loài này được (Vell.) Fontella & E.A. Schwarz mô tả khoa học đầu tiên năm 1983.